# Tadeusz Starzewski
Tadeusz Józef Ostoja-Starzewski (ur. 7 lutego 1860 w Baryczy, zm. 10 lutego 1931 w Krakowie) – polski  notariusz, doktor praw, prezes Izby Notarialnej w Krakowie, szef Departamentu Skarbu Naczelnego Komitetu Narodowego, kolekcjoner, założyciel Unii Narodowo-Państwowej w 1922 roku.

## Życiorys
Był wnukiem Michała Franciszka, synem Mieczysława i jego pierwszej żony Anny z Grejsów. Był przyrodnim bratem Rudolfa, Jana (żonatego z Anielą Noskowską) i Anny (1883–1966).
Uczył się najpierw w Gimnazjum św. Jacka, od 1872 w Gimnazjum św. Anny, gdzie w  1877 zdał maturę i wstąpił na Wydział Prawa Uniwersytetu Jagiellońskiego. Po zakończeniu studiów od 1882 odbywał praktykę notarialną w kancelarii Wiktora Brzeskiego w Krakowie, którą przerwał w 1884 po uzyskaniu doktoratu praw. 1 marca 1887 otrzymał tytuł notariusza. Od  1889 wydawał w Krakowie czasopismo Kwartalnik. Organ Stowarzyszenia Kandydatów Notarialnych. Po kilkuletnim bezskutecznym poszukiwaniu pracy w 1893 mianowany notariuszem w  Wadowicach, gdzie zamieszkał i pełnił również funkcję członka Wydziału Powiatowego i Rady Powiatowej a także zasiadał w Komisji Prawniczej Rady Miejskiej Wadowic.  
Związał się wówczas z konserwatystami  krakowskimi, został (wraz z przyrodnim bratem Rudolfem działaczem powstałego w 1896 Klubu Konserwatywnego, postulującego ostrożne reformy agrarne i administracyjne. Publikował w Czasie  i Przeglądzie Polskim - pismach konserwatystów krakowskich (Stańczyków). W Wadowicach, działając w Towarzystwie Oświaty Ludowej zainicjował działalność wielu czytelni, organizował  spółdzielczość kredytową (Kasy Raiffeisena) i spółki handlujące drzewem. W 1903 pełnił  funkcję burmistrza Wadowic; z jego inicjatywy opracowano i opublikowano regulamin rady miejskiej.
23 maja 1903 mianowany na notariusza w Podgórzu. 4 listopada 1904 podpisał, wraz z bratem Rudolfem, kontrakt z właścicielami Czasu na wydawanie dziennika przez sześć lat, z możliwością przedłużenia o kolejne trzy, po objęciu 1 stycznia 1905 przez Rudolfa stanowiska redaktora naczelnego, wszedł do Komitetu Redakcyjnego i Rady Nadzorczej Spółki Wydawniczej.
W 1906 uczestniczył w powołaniu  Związku Pracy Narodowej, w rok później był współtwórcą Stronnictwa Prawicy Narodowej (SPN), oficjalnej partii politycznej konserwatystów krakowskich.  W partii był wiceprzewodniczącym Wydziału Wykonawczego.
Pisywał piosenki satyryczne dla  kabaretu Zielony Balonik i uczestniczył w jego wieczorach kabaretowych. 2 czerwca 1911 mianowany notariuszem w Krakowie, przyjęty do krakowskiej Izby Notarialnej, od 1916 był jej wiceprezesem. 31 marca 1911 wybrano go do Rady Miejskiej w Krakowie, pełnił równolegle obowiązki członka Wydziału Komunalnej Kasy Oszczędności Miasta. Krakowa.
Po wybuchu I wojny światowej współtworzył powołany 16 sierpnia 1914  Naczelny Komitet Narodowy, znalazł się w jego sekcji zachodniej i objął kierownictwo Departamentu Skarbu, gromadzącego fundusze na tworzenie Legionów.
W 1917, po kryzysie przysięgowym  współorganizował  w Piotrkowie Trybunalskim Polski Korpus Posiłkowy.  W latach 1917–18 prezes Komisji Wykonawczej NKN, brał udział w powołaniu placówek zagranicznych NKN, m.in. w Bernie, Berlinie i  Sztokholmie. Po traktacie brzeskim i przejściu oddziałów PKP przez front pod Rarańczą  w lutym 1918 wspierał finansowo żołnierzy Legionów internowanych przez władze austriackie  w obozach w  Marmaros Siget i  Hust.
Po odzyskaniu niepodległości, 5 grudnia 1920 został wybrany na prezesa krakowskiej Izby Notarialnej,  funkcję tę pełnił do śmierci. Współpracował z Komisją Kodyfikacyjną, uczestniczył w pracach nad unifikacją prawa notarialnego.
Był członkiem rady nadzorczej Banku Małopolskiego S.A., członkiem  zarządów: Krakowskiej Spółki Wydawniczej i należącej do spółki Księgarni Jagiellońskiej, Zjednoczonych Fabryk Tutek i Bibułek «Herbewo», fabryki czekolady Adama Piaseckiego i Polskich Zakładów Garbarskich w Krakowie.  W latach 1928–9 zastępca członka Rady Naczelnej Stronnictwa Prawicy Narodowej, współtworzył program konserwatystów w kwestii reformy rolnej.
Pochowany 12 lutego 1931 na cmentarzu Rakowickim (kwatera XII a). Pozostawił po sobie kolekcję dzieł sztuki związanych z okresem napoleońskim.
Żona: Helena z Hajdukiewiczów (1867–1929), synowie: Maciej (1891–1944), prawnik, profesor Uniwersytetu Jagiellońskiego, poseł na Sejm RP i Jan (1895–1973) – dyplomata,  córka Maria (1892–1920).